# Adolf Kroupa
Adolf Kroupa, né le 25 juillet 1910 à Tábor (aujourd'hui en République tchèque), et mort le 16 août 1981 à Kurdějov (aujourd'hui en République Tchèque), est un traducteur, essayiste, éditeur et critique d'art tchèque.

## Biographie
Adolf Kroupa étudie le français dans un lycée de Nîmes (Gard) et à l'Université de Montpellier (Hérault). Il obtient le baccalauréat en 1929. De retour à Prague, il entame des études de droit. Dès la période de ses études, Adolf Kroupa traduit des auteurs français et annonce déjà son goût pour la vie culturelle, en organisant des soirées littéraires. Pendant la Seconde Guerre mondiale, il est employé à la Česká Zbrojovka, entreprise tchèque spécialisée dans la fabrication d'armes. Après la guerre, il travaille dans le monde de l'édition et devient également pigiste. De 1954 à 1970, il est le directeur de la Maison des Arts de la ville de Brno. En 1970, il prend sa retraite et se consacre dès lors à la critique d'art.
Adolf Kroupa est connu pour ses traductions en tchèque des œuvres des principaux poètes français de la première moitié du XXe siècle : Guillaume Apollinaire, Robert Desnos, Jacques Prévert, Paul Éluard. Il accompagne d'ailleurs ce dernier, en 1950, lors de son voyage à Prague à l'occasion d'une exposition consacrée à l'écrivain russe Vladimir Maïakovski.